# Усміхнені грішники
Усміхнені грішники (англ. Laughing Sinners) — американська мелодрама режисера Гаррі Бомонта 1931 року.

## Сюжет
Айві Стівенс, співачка в кабаре, після того, як її кидає комівояжер, з яким вона вибудовувала відносини, кидає все і записується в Армію Спасіння.

## У ролях
- Джоан Кроуфорд — Айві «Банні» Стівенс
- Ніл Гемілтон — Говард «Говді» Палмер
- Кларк Гейбл — Карл Люміс
- Марджорі Рембо — Рабі
- Гай Кіббі — Касс Вілер
- Кліфф Едвардс — Майк
- Роско Карнс — Фред Гір
- Гертруда Шорт — Една
- Джордж Купер — Джо
- Джордж Ф. Меріон — Гампті
- Берт Вудрафф — Тінк